# Xaver Unsinn
Xaver Unsinn (* 29. listopadu 1929 ve Füssenu, Německo – 4. ledna 2012 ) byl trenérem reprezentačního mužstva Spolkové republiky Německo v ledním hokeji v letech 1975 až 1977 a také v letech 1982 až 1990, jakož i v roce 1964 na olympijských hrách společně s Markusem Egenem a Engelbertem Holderiedem.
Je členem Síně slávy německého hokeje (Hockey Hall of Fame Deutschlands).
V roce 1990 odstoupil ze zdravotních důvodů z postu trenéra německé reprezentace. V roce 2003 mu byla udělena Bavorská sportovní cena (Bayerischer Sportpreis) za životní zásluhy.

## Hráč
Xaver Unsinn hrál v letech 1946 až 1960 lední hokej v mužstvu EV Füssen, v němž získal osm mistrovských titulů. Mezi roky 1960 až 1962 hrál za hokejový klub ESV Kaufbeuren, který současně trénoval jako hrající trenér.
Na mezinárodní úrovni absolvoval celkem 72 mezistátních utkání, v nichž vstřelil 24 gólů a zúčastnil se pěti Mistrovství světa v ledním hokeji skupiny A, jakož i Zimních olympijských her v roce 1952 a v roce 1960.

## Trenér
Již jako hráč ESV Kaufbeuren byl Unsinn v mužstvu činný i jako trenér, přičemž tento tým dovedl v roce 1961 do 1. Spolkové ligy (1. Bundesliga).
Pod jeho vedením získala hokejová reprezentace SRN na Zimních olympijských hrách v Innsbrucku v roce 1976 bronzovou medaili.